# Gerhild Weber
Gerhild Weber (* 3. Mai 1918; † 7. November 1996) war eine deutsche Schauspielerin mit kurzer Filmkarriere während des Zweiten Weltkriegs.

## Leben
Gerhild Weber begann mit 19 Jahren, Theater zu spielen. Ihr erstes Festengagement trat sie in der zweiten Jahreshälfte 1938 am Greifswalder Stadttheater an. Von dort verpflichtete sie Heinz Hilpert 1940 an das Deutsche Theater Berlin. Im Sommer desselben Jahres wurde sie für die weibliche Hauptrolle in dem nationalistisch-propagandistischen Reiterdrama … reitet für Deutschland erstmals vor die Kamera geholt. Sie spielte dort die Freundin des Rittmeisters von Brenken, der von Willy Birgel gespielt wurde. Zu Beginn des darauffolgenden Jahres wirkte sie mit einer tragenden Rolle in dem Propagandafilm Heimkehr an der Seite von Attila Hörbiger und Paula Wessely mit. Zur Präsentation dieses Streifens reiste sie mit dem Ehepaar Wessely/Hörbiger Anfang September 1941 zur Biennale nach Venedig. Zwei Jahre später spielte sie in den kurzen Liese und Miese-Filmen mit, die im Kinovorprogramm liefern. Mit der weiblichen Hauptrolle in einem weiteren Pferdefilm, Harry Piels lange Zeit unvollendeter Inszenierung Der Mann im Sattel, endete Gerhild Webers Filmkarriere im Frühjahr 1945. Sie stand 1944 in der Gottbegnadeten-Liste des Reichsministeriums für Volksaufklärung und Propaganda.
Durch ihre Aktivitäten im Dritten Reich als regimetreu gebrandmarkt, fand Gerhild Weber nach 1945 kaum Anschluss – sowohl beim Theater als auch beim Film. Vor die Kamera trat sie so gut wie nicht mehr (nur für einen kurzen Fernsehauftritt in einer Folge der Fernsehreihe Die Unverbesserlichen), und auch beim Theater bekam sie kaum noch Rollen. Nach einem Festengagement kurz nach Kriegsende am Leipziger Schauspielhaus blieb sie nur unregelmäßig beschäftigt. In den 1950er Jahren arbeitete sie beim NWDR in Köln, später gastierte sie dort nur noch freischaffend. Nach einem Festengagement am Schauspiel von Cuxhaven ließ sie sich in den 1960er Jahren auch in dieser Stadt nieder und verbrachte dort ihren Lebensabend. Gastspiele absolvierte Gerhild Weber vor allem im norddeutschen Raum; so sah man sie beispielsweise 1969/70 an den Bühnen der Hansestadt Lübeck als Tante Paula in Paul Burkhards musikalischer Komödie Das Feuerwerk  und 1971 als Rosalie Ebersbach in einer Aufführung von Karl Mays Winnetou im Rahmen der Karl-May-Spiele in Bad Segeberg.

## Filmografie
- 1941: … reitet für Deutschland
- 1941: Heimkehr
- 1943: Liese und Miese (propagandistische Kurzfilmreihe)
- 1944: Das Leben ruft
- 1945: Der Mann im Sattel (UA: 2000)
- 1968: Die Unverbesserlichen…und ihre Sorgen
- 1973: Hamburg Transit – Das Abenteuer

## Hörspiele
- 1947: Roman Niewiarowicz: Hollywood oder der Mensch als Ware (Mary) – Regie: Hanns Küpper (Berliner Rundfunk)